# Premium Ivory -The Best Songs Of All Time-
『Premium Ivory -The Best Songs Of All Time-』（プレミアム アイボリー ザ ベスト ソング オブ オール タイム）は2015年10月7日に発売された今井美樹7枚目のベスト・アルバム。同時にiTunes Store、レコチョクなどの主要音楽配信サイトでも配信開始された。

## 解説
今井の歌手デビュー30周年を記念し、レコード会社の垣根を越えて、デビュー・アルバムの『femme』から直前のアルバム『Colour』まで網羅した「オールタイム・ベストアルバム」としてリリース。レコーディング・エンジニアにオノセイゲンを迎え、全曲リマスタリングされた。本作のジャケット写真は、篠山紀信による撮り下ろし。1990年 - 2014年のライブ映像からセレクトされた全15曲を収めたDVD付初回限定盤と通常盤の2形態で発売。UHQCD規格。オリコンアルバムチャートで2位を獲得した。
翌2016年5月18日、付属DVDの内容を一新した「New Edition」発売。2015年開催全国ツアー「30th Anniversary Concert Tour 2015 “Colour”」ライブ映像はじめ約149分収録。

## 収録曲

### Disc 1
1. PIECE OF MY WISH
作詞　岩里祐穂／作曲　上田知華／編曲　佐藤準
7thシングル。
2. 瞳がほほえむから（Single Version）
作詞　岩里祐穂／作曲　上田知華／編曲　佐藤準
6thシングル。
3. Miss You
作詞　岩里祐穂／作曲・編曲　布袋寅泰
10thシングル。
4. 遠い街から
作詞　今井美樹／作曲・編曲　久石譲
7thアルバム『flow into space』収録曲。
5. Goodbye Yesterday
作詞・作曲・編曲　布袋寅泰
18thシングル。
6. PRIDE
作詞・作曲・編曲　布袋寅泰
12thシングル。
7. 卒業写真
作詞・作曲　荒井由実／編曲　Simon Hale
カバーアルバム『Dialogue -Miki Imai Sings Yuming Classics-』収録曲。
8. 春の日
作詞　今井美樹／作曲　MAYUMI／編曲　菅野よう子
9thアルバム『Love Of My Life』収録曲。
9. Blue Moon Blue (Re-Mix)
作詞　岩里祐穂／作曲　上田知華／編曲　久石譲
8thシングルのリミックスバージョン。
10. 愛の詩
作詞　岩里祐穂／作曲　川江美奈子／編曲　武部聡志
24thシングル。
11. 陽のあたる場所から
作詞　岩里祐穂／作曲　松本俊明／編曲　河野圭
18thアルバム『corridor』収録曲。
12. 雨のあと
作詞・作曲　川江美奈子／編曲　武部聡志
17thアルバム『Milestone』収録曲。
13. 野性の風（Single Version）
作詞　川村真澄／作曲　筒美京平／編曲　久石譲
2ndシングル。
14. 夕陽が見える場所
作詞　秋元康／作曲・編曲　布袋寅泰
16thアルバム『She is』収録曲。
15. 太陽のメロディー（2015 New Recording）
作詞・作曲　小渕健太郎・今井美樹・布袋寅泰／編曲　布袋寅泰
コラボレーションシングルのソロバージョン。

### Disc 2
1. Anniversary
作詞・作曲・編曲　布袋寅泰
19thアルバム『Colour』収録曲。
2. ふたりでスプラッシュ
作詞　戸沢暢美／作曲・編曲　武部聡志
2ndアルバム『elfin』収録曲。
3. SATELLITE HOUR
作詞　岩里祐穂／作曲　MAYUMI／編曲　佐藤準
6thアルバム『Lluvia』収録曲。
4. 彼女とTIP ON DUO
作詞　秋元康／作曲　上田知華／編曲　佐藤準
4thシングル。
5. オレンジの河
作詞　小林和子／作曲　中崎英也／編曲　佐藤準
1stアルバム『femme』収録曲。
6. Boogie-Woogie Lonesome High-Heel
作詞　岩里祐穂／作曲　上田知華／編曲　佐藤準
5thシングル。
7. FLASHBACK
作詞　岩里祐穂／作曲　布袋寅泰／編曲　佐藤準
13thアルバム『AQUA』収録曲。
8. 氷のように微笑んで
作詞・作曲・編曲　布袋寅泰
16thシングル。
9. ホントの気持ち（Album Version）
作詞・作曲　布袋寅泰／編曲　福富幸宏
22ndシングルのアルバムバージョン。
10. 夏をかさねて
作詞　佐藤純子／作曲　柿原朱美／編曲　佐藤準
3rdアルバム『Bewith』収録曲。
11. 汐風
作詞　岩里祐穂／作曲　MAYUMI／編曲　佐藤準
14thアルバム『Pearl』収録曲。
12. 夢
作詞・作曲・編曲　布袋寅泰
8thアルバム『A PLACE IN THE SUN』収録曲。
13. 中央フリーウェイ
作詞・作曲　荒井由実／編曲　Incognito
カバーアルバム『Dialogue -Miki Imai Sings Yuming Classics-』収録曲。
14. 微笑みのひと
作詞・作曲・編曲　布袋寅泰／ホーンセクション編曲　村田陽一
21stシングル。
15. DRIVEに連れてって
作詞・作曲・編曲　布袋寅泰
13thシングル。
16. 幸せになりたい
作詞・作曲　上田知華／編曲　佐藤準
5thアルバム『retour』収録曲。

### DVD 2015年発売盤
1. 半袖
2. 空に近い週末
3. ありふれた love scene
4. The Days I Spent With You
5. PRIDE
6. 明るくなるまで
7. 島へ
8. 私はあなたの空になりたい
9. あこがれのままで
10. 夢
11. メドレー 雨にキッスの花束を / オレンジの河 / 冷蔵庫のあかりで / DRIVEに連れてって / 幸せになりたい
12. 滴
13. 瞳がほほえむから（初商品化映像 "25th Anniversary Concert Tour 2011"）
14. 青いエアメイル
15. PIECE OF MY WISH（初商品化映像 "25th Anniversary Concert Tour 2011"）

### DVD 2016年発売New Edition盤
I. 30th Anniversary Concert Tour 2015 "Colour" Live at Tokyo International Forum, Hall A, 23rd October 2015
1. Anniversary
2. Time Goes By
3. ふたりでスプラッシュ
4. Boogie-Woogie Lonesome High-Heel
5. Candle Night
6. Lullaby Song
7. Blue Moon Blue
8. Miss You
9. 野性の風
10. Goodbye Yesterday
11. PRIDE
12. 瞳がほほえむから
13. 微笑みのひと
14. SATELLITE HOUR
15. 再会
16. あなたがおしえてくれた
17. A PLACE IN THE SUN
18. DRIVEに連れてって
19. 彼女とTIP ON DUO
20. 幸せになりたい
21. 卒業写真
22. PIECE OF MY WISH

II.今井美樹 30th Anniversary "Colour" スペシャル （Short Edition）
III.Live at Cadogan Hall, London, 2016
1. 夢
2. PRIDE